# Slottslejonen

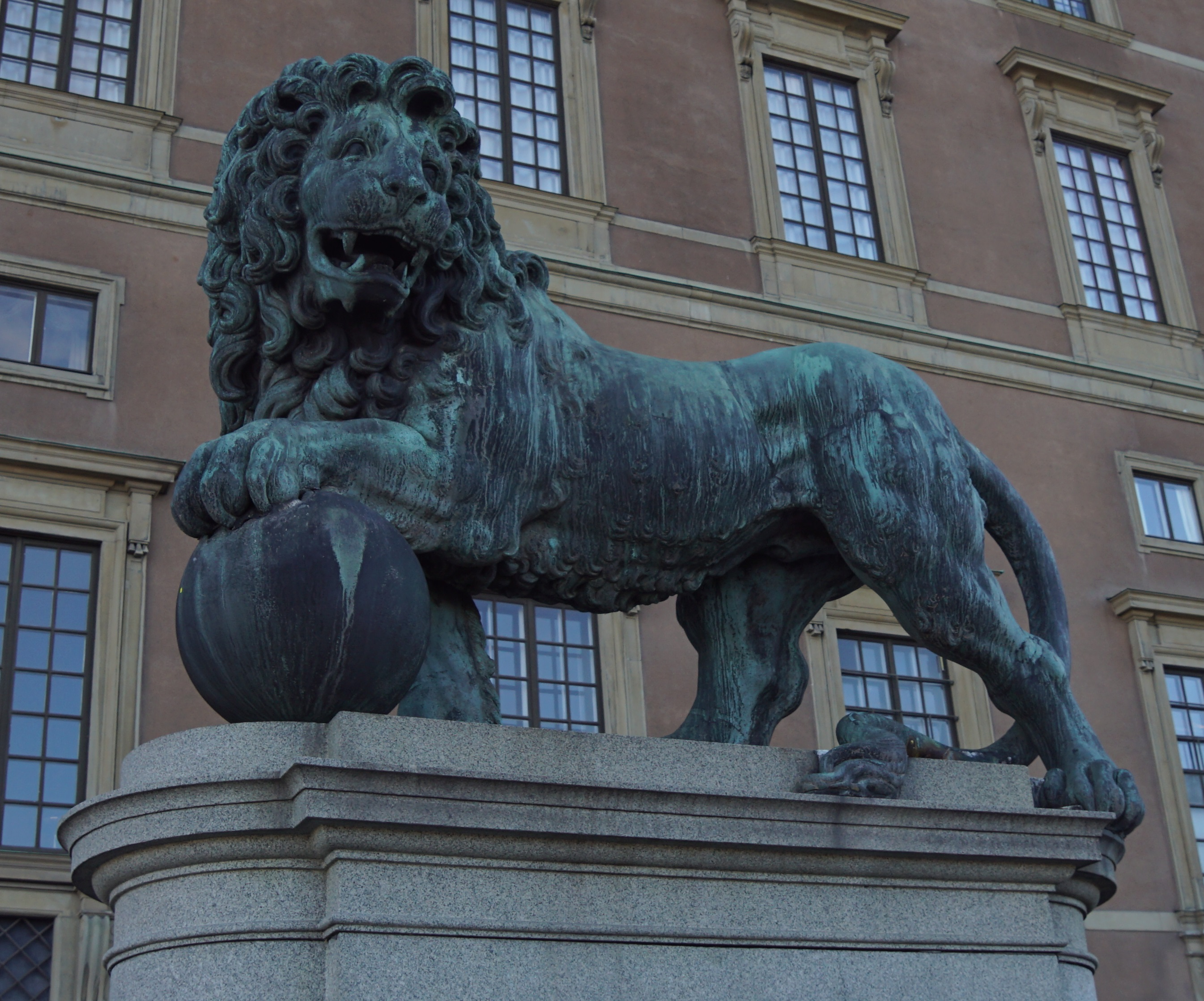
De oostelijke slottslejonet (1700-1704).

De Slottslejonen (Zweeds voor 'kasteelleeuwen') zijn twee sculpturen die leeuwen voorstellen, opgesteld op de Lejonbacken aan de noordzijde van het Koninklijk paleis in Gamla Stan, Stockholm (Zweden).

## Beschrijving
De leeuwen zijn niet identiek of elkaars spiegelbeeld. De ene richt zijn kop naar het westen, de ander naar het oosten, maar beide kijken naar het noorden en houden hun linkerpoot op een wereldbol. Elke leeuw is ongeveer 1,7 bij 2,7 bij 1 meter groot. De rechthoekige sokkels zijn 1,9 bij 2,7 bij 1,2 meter groot.

## Geschiedenis
De beeldhouwwerken werden gemaakt door de Franse beeldhouwer Bernard Fouquet, die in de periodes 1696-1706 en 1707-1711 werkte aan het paleis. Fouquet liet zich sterk inspireren door de twee marmeren Medici-leeuwen. Het ene kunstwerk stamt uit de klassieke oudheid, de ander uit 1598. Ze stonden oorspronkelijk opgesteld bij de Villa Medici in Rome totdat ze verhuisden naar de Loggia dei Lanzi in Florence. Fouquets ontwerp werd in 1700 goedgekeurd door Karel XII en in 1702 en 1704 werden de leeuwen gegoten in brons door een gieterij op Norrmalm, waarna ze op de Lejonbacken werden geplaatst. Het brons waarvan de leeuwen zijn gemaakt was oorlogsbuit uit het kasteel van Kronborg (Helsingør, Denemarken), van een veldtocht van Karel X Gustaaf.
Een afgietsel van de oostelijke leeuw werd in 1936 in Narva opgesteld als gedenkteken voor de slag bij Narva in 1700, en kwam bekend te staan als de Zweedse leeuw in Narva.

## Galerij

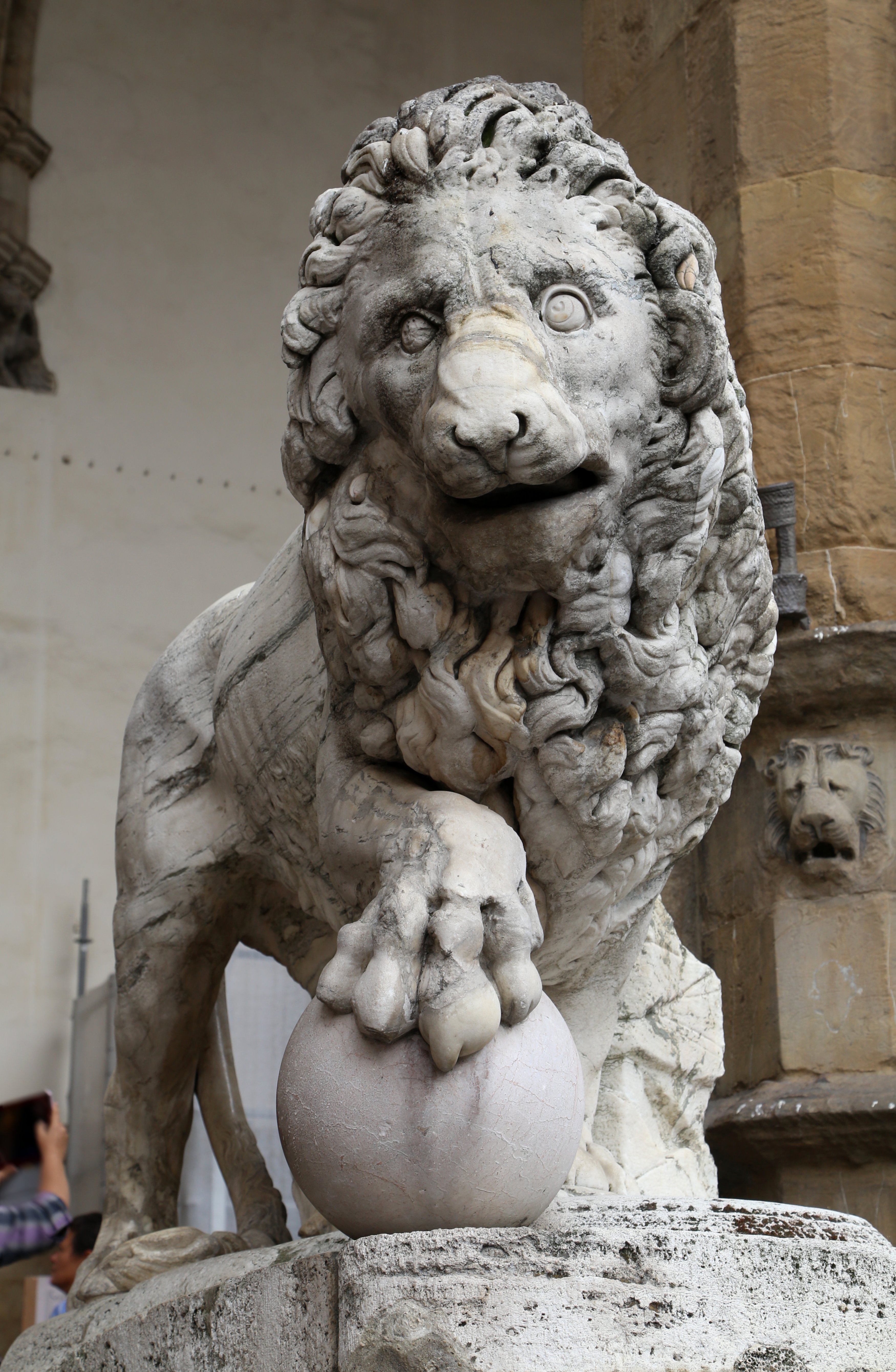
Een van de Medici-leeuwen die als inspiratie werden gebruikt
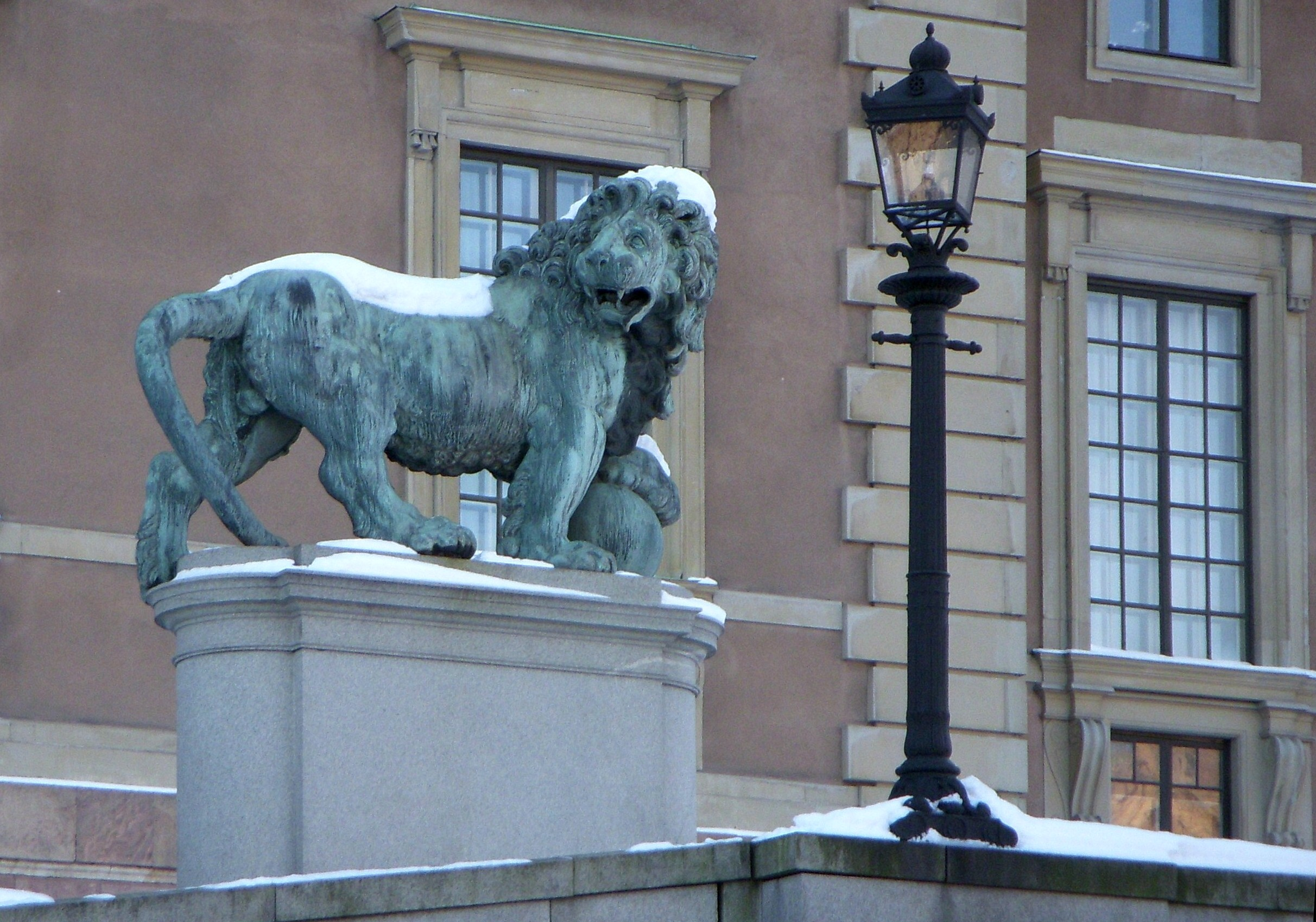
De westelijke leeuw van de slottslejonen
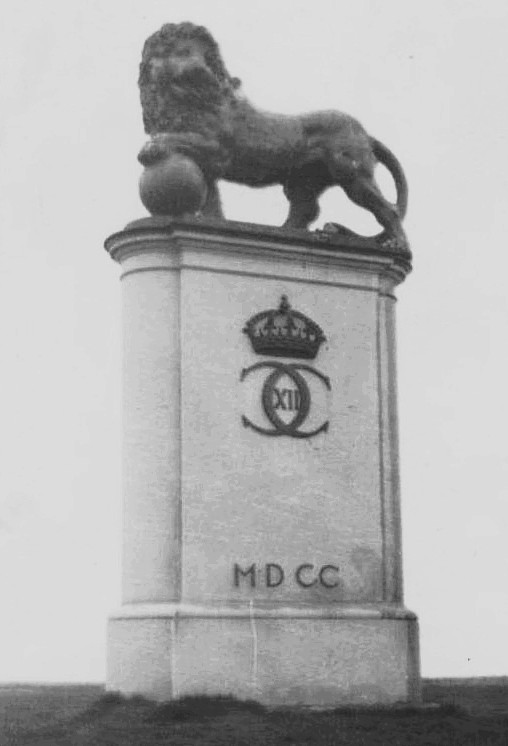
De Zweedse leeuw in Narva